# Eduardo González Viaña
Eduardo González Viaña (Pacasmayo, 13 novembre 1941) è uno scrittore e giornalista peruviano, che da molti anni risiede nell’Oregon, dove insegna lingua, letteratura e storia spagnola alla Western Oregon University.

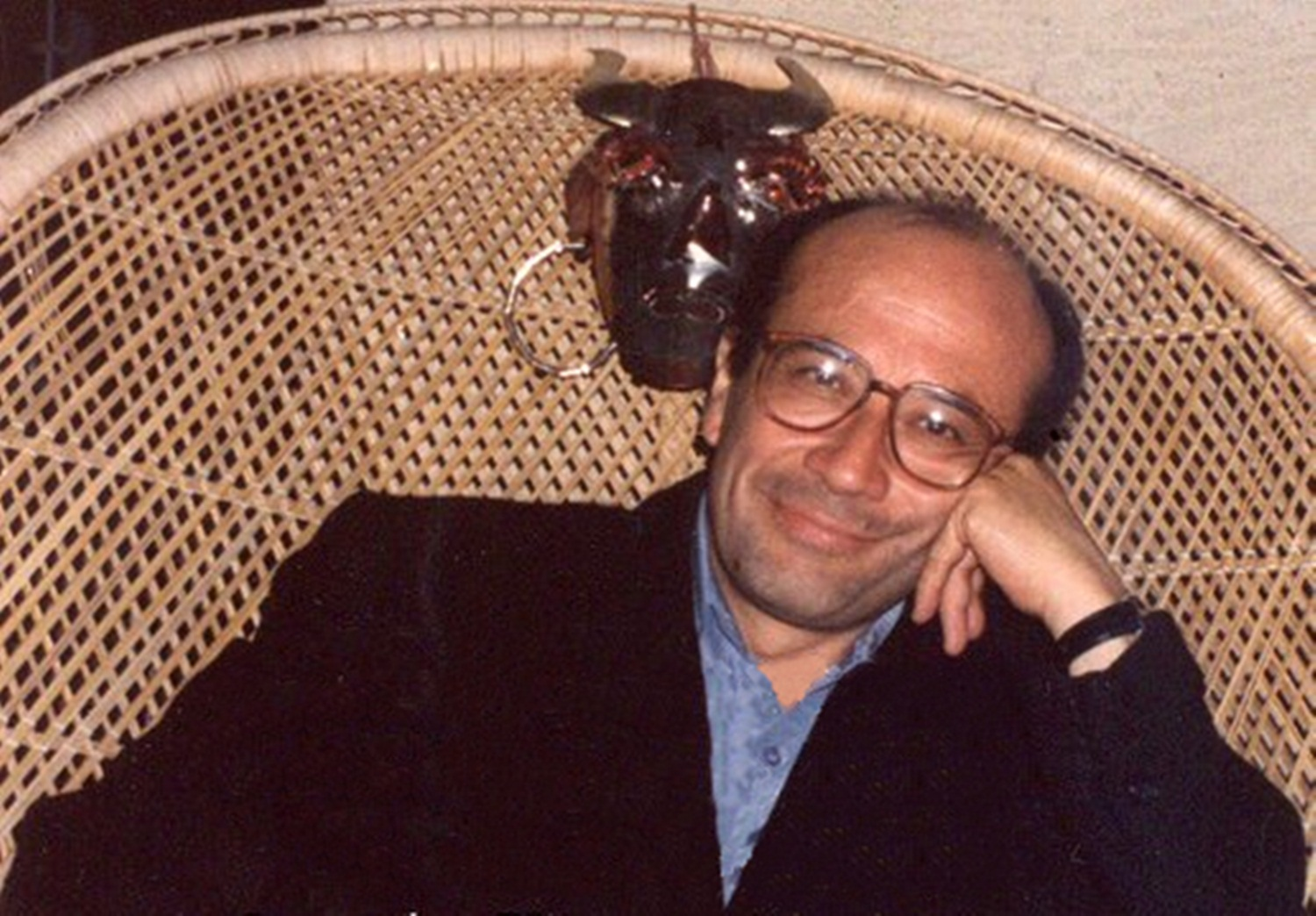
Eduardo Gonzáles Viaña.

Nel 1999 ha ricevuto l'importante premio internazionale Juan Rulfo per il racconto. Ha pubblicato quattro romanzi e numerosi libri di racconti. Nel 2006 ha pubblicato El corrido de Dante, un romanzo ambientato nella comunità latinoamericana degli Stati Uniti, oggetto in passato di molti suoi racconti.
Con La ballata di Dante ha vinto l'International Latino Book Award 2007.

## Opere
- La ballata di Dante (Edizioni Gorée, 2007) ISBN 9788889605431
- Don Tuno, il signore dei corpi astrali (Ludovica Greta Editore, 2014) ISBN 9788897078265